# Mente (Fluss)
Der Mente (portugiesisch Rio Mente, spanisch Río Mente) ist ein Fluss im Norden Portugals. Er entspringt in Spanien und fließt nach Überqueren der Grenze zunächst durch den Distrikt Bragança in Portugal. Nach einigen Kilometern im Distrikt Bragança folgt die Grenze zwischen den Distrikten Bragança und Vila Real dann dem Lauf des Mente bis zu seiner Mündung in den Rabaçal.